# Rhingia longirostris
Rhingia longirostris är en tvåvingeart som beskrevs av Fluke 1943. Rhingia longirostris ingår i släktet näbblomflugor, och familjen blomflugor.
Artens utbredningsområde är Ecuador. Inga underarter finns listade i Catalogue of Life.